# Jerzy Wolski
Jerzy Kazimierz Wolski (ur. 3 marca 1924 w Krakowie, zm. 1 września 2013 w Łodzi) – polski artysta, konserwator zabytków malarstwa i rzeźby polichromowanej.

## Życiorys
Urodził się w rodzinie Gustawa, st. wachmistrza, intendenta Wojska Polskiego, i  Zofii z d. Sabała, dyplomowanej położnej. Uczęszczał do szkoły powszechnej i średniej w Krakowie.
Podczas okupacji niemieckiej, w 1943 ukończył dwuletnią szkołę ogrodniczą w Gumniskach.
Po zdaniu matury, w 1947 rozpoczął studia na Wydziale Rzeźby PWSSP w Krakowie. Podczas studiów należał do organizacji studenckiej „Bratniak”, pełniąc w nim funkcje skarbnika, a następnie prezesa. Od 1950 studia kontynuował na Wydziale Konserwacji Dzieł Sztuki Akademii Sztuk Pięknych w Krakowie. Był uczniem Xawerego Dunikowskiego, Tadeusza Kantora, Józefa Dutkiewicza. W 1952 uzyskał dyplom konserwatora malarstwa i rzeźby polichromowanej. W latach 1953–1958 pracował jako główny konserwator i kierownik Pracowni Konserwacji Malarstwa w Przedsiębiorstwie Państwowym Pracownie Konserwacji Zabytków w Toruniu.
W latach 1957–1974 był pracownikiem naukowo-dydaktycznym, zatrudniony jako starszy asystent w Katedrze Technologii i Technik Malarskich Uniwersytetu Mikołaja Kopernika, następnie adiunkt. Od 1966 docent, po przeprowadzeniu przewodu kwalifikacyjnego II stopnia na Wydziale Konserwacji ASP w Krakowie. W latach 1969–1974 kierował Zakładem Konserwacji Zabytków Ruchomych Instytutu Zabytkoznawstwa i Konserwatorstwa UMK oraz w latach 1971–1974 kierował Studium Podyplomowym tegoż Instytutu. W latach 1970–1974 był konsultantem, a następnie od 1974 do 1976 kierownikiem Pracowni Konserwatorskiej Muzeum Sztuki w Łodzi. W latach 1980–1983 brał udział w pracach konserwatorskich na terenie Peru i Ekwadoru w ramach programu pomocy UNESCO.
Od 1952 był członkiem Związku Polskich Artystów Plastyków. Był współorganizatorem Sekcji Konserwacji Zabytków i przewodniczącym sekcji toruńskiej i łódzkiej ZPAP. W latach 1972–1974 był prezesem Okręgu Toruńskiego ZPAP, w 1983 prezesem Okręgu Łódzkiego, a w 1989 założycielem Komisji organizacyjnej ponownej legalizacji ZPAP. W latach 1974–1997 był członkiem Rady Artystycznej Zarządu Głównego ZPAP. Od 1954 był aktywnym członkiem Stowarzyszenia Historyków Sztuki. Pełnił funkcję wiceprezesa Zarządu Oddziału Łódzkiego SHS. W 2004 został honorowym członkiem tej organizacji.
W 1974 przeniósł się wraz z żoną Ewą Marxen-Wolską do Gdańska, a następnie do Łodzi. Ich córka Agnieszka po mężu Kuhn (ur. 1953), jest także art. plastykiem, konserwatorem malarstwa i rzeźby polichromowanej.
Został pochowany wraz z żoną na cmentarzu w Gundelsheim k. Brambergu w Niemczech, w miejscowości zamieszkania córki.

## Wybrane publikacje
- Konserwacja i restauracja dzieł sztuki: katalog dokumentacji prac Ewy i Jerzego Wolskich wykonanych w latach 1948–1998. Cz. 1, Malarstwo tablicowe (1998, ISBN 83-904224-3-3).
- Konserwacja i restauracja dzieł sztuki: katalog dokumentacji prac Ewy i Jerzego Wolskich wykonanych w latach 1948–1999. Cz. 2, Malarstwo na płótnie (1999, ISBN 83-904224-3-3).
- Konserwacja i restauracja dzieł sztuki: katalog dokumentacji prac Ewy i Jerzego Wolskich wykonanych w latach 1948–1999. Cz. 3, Malarstwo ścienne (2000, ISBN 83-904224-3-3).

## Ordery i odznaczenia
- Krzyż Kawalerski Orderu Odrodzenia Polski (1974)
- Złoty Krzyż Bene de Ecclesia Lodziensi Merito (2000)
- Medal „Za udział w pracach Komisji Nadzoru Konserwatorskiego na rzecz Panoramy Racławickiej” (1985)
- Złota Odznaka „Za Opiekę nad Zabytkami” (1972)
- Złota Odznaka ZPAP (1976)[2]
- Odznaka „Za Zasługi dla Miasta Łodzi” (2006)
- Krzyż „Pro Ecclesia et Pontifice” (Watykan, 2001)

Źródło: Słownik Biograficzny Konserwatorów Zabytków.